# 多々良 (企業)
株式会社多々良（たたら）は、かつて存在した熊本県熊本市九品寺に本社を置いていた建設会社である。

## 会社概要
- 本社 : 〒862-0976 熊本市九品寺6丁目2-19
- 福岡支店 : 〒814-0175 福岡市早良区田村7丁目14-90
- 住宅事業部（タタラハイホーム） : 〒862-0935 熊本市御領1丁目6-42
- 展示場
  - 光の森総合住宅展示場
  - TKU住宅展示場・住まいランド
  - TKU八代住宅展示場
  - イトーピア彩都 室見が丘住宅展示場
- 各種許可等
  - 国土交通大臣許可（特-9）第985号
  - 一級建築士事務所　熊本県知事登録第8号
  - 宅地建物取引業許可　熊本県知事（6）第2450号

### 企業理念
1. 「総合生活産業」を目指す。
2. 社会に対して「安全」「健康」「環境」「利便」を提供する企業を目指す。
3. 透明性の高い企業を目指す。「成果配分」「ガラス張り経営」「全員参加型」

## 沿革
- 1922年1月28日 - 鑪大冶郎の個人営業として創業。
- 1954年12月23日 - 「株式会社多々良工務店」として創立。
- 1991年12月23日 - 社名を「株式会社多々良」に変更。
- 1997年 - 100%子会社として「有限会社ハーモニー多々良」を設立。
- 2008年5月8日 - 熊本地裁に破産を申し立て。負債総額は、子会社も含め56億5,000万円。

## 関連会社
- 有限会社ハーモニー多々良
- 有限会社リフォーム多々良